# Squier Jagmaster
La Squier Jagmaster è una chitarra elettrica prodotta e venduta da Squier, marchio sotto proprietà della Fender. È basata sul design della classica Fender Jazzmaster e la Fender Jaguar, ma con parecchie differenze significative che riflettono il gusto dei chitarristi moderni, compresa molta elettronica semplificata, i pickup Humbucker Duncan, un ponte standard con tremolo stile Stratocaster e sulla versione Vista Series una tastiera da 22 fret (24"). Le prime Jagmaster sono apparse nel 1996 identificate sotto Vista Series e furono prodotte in Giappone. 	
Tuttavia, un anno dopo, il mercato giapponese si è arrestato e la Fender ha chiuso le proprie industrie.
La Jagmaster è stata portata nuovamente in produzione nel 2002, questa volta in Cina. Nel 2005, la produzione della Jagmaster del 2002 è stata interrotta ed è stata sostituita con la Squier Jagmaster II,caratterizzata da un'estetica visiva differente. Tuttavia, diversamente dalla versione precedente, la Squier Jagmaster II del 2005 ha soltanto due opzioni di colore(facilmente disponibili): nero e sunburst. La terza opzione "Silver Sparkle" del 2002, nelle nuove edizioni non è più disponibile. la Jagmaster, essendo uno strumento di grande mercato, è anche meno costosa da comprare rispetto alla Fender Jazzmaster e alla Fender Jaguar, orientate ad un mercato da collezionisti.